# Woody Herman
Woodrow Charles Herman més conegut com a Woody Herman (Milwaukee, Wisconsin, 16 de maig de 1913 - Los Angeles, Califòrnia, 29 d'octubre de 1987) fou un clarinetista, saxofonista i director d'orquestra de jazz estatunidenc.

## Primera època
Als quinze anys, Woody Herman comença a treballar amb la banda de Myron Stewart i, poc després, amb la de Joe Lichter, amb qui realitza la seva primera gira per Texas l'any 1928. Al llarg dels cinc anys següents, Herman tocarà amb Tom Gerum (1929-1933), Harry Sosnick (1933), Gus Arnheim, Joe Moss 1934, Isham Jones.
El 1936, la banda de Jones es converteix en una cooperativa de cinc músics, coneguda com The Band That Plays the Blues, assumint Herman el paper de líder. La banda va tenir el seu primer gran èxit, dins d'una línia ascendent, el 1939, amb el riff melòdic de Woodchopper's Ball.
A partir d'aquest moment, dins d'una dinàmica d'abundants canvis de personal, els Herds de Woody Herman (com solia anomenar a les seves successives Big Bands) van gaudir d'una notable popularitat

### First Herd
Entre 1940 i 1946, Woody Herman manté la primera de les versions de les seves Herds, en la qual van militar músics com Sonny Berman, Flip Phillips, Pete Candoli, Ralph Burns, Shorty Rogers… És en aquesta època quan Stravinsky escriu, especialment per a la banda, el seu Concert de banús, obra que es va estrenar al març de 1946, en el Carnegie Hall de Nova York. Solament uns mesos més tard, Herman dissol la seva banda.
Dins de l'era del swing, la banda d'Herman era característica, pel seu so nou, respectuós amb la tradició swing, però receptiu amb les innovacions del bebop. Aquesta especial manera d'entendre el paper d'una big band, va ser decisiu en el desenvolupament del West coast jazz.
Paral·lelament, Herman va mantenir un petit grup, extret del seu Herd, autoanomenat The Woodchoppers, que va desenvolupar de forma encara més clara els seus conceptes pre-bop, amb arranjaments de Rogers i del vibrafonista Red Norvo.

### Second Herd
La segona edició dels Herds, inicia la seva marxa en 1947. Serà, amb diferència, el més popular dels seus combos, amb la inclusió, en la corda de saxofons dels Four Brothers, nom adoptat d'un tema del saxofonista Jimmy Giuffre.
Els Four Brothers, inicialment, van ser Stan Getz, Zoot Sims, Herbie Steward i Serge Chaloff. Més tard Al Cohn va substituir a Steward. La principal innovació tècnica que va oferir aquesta secció de saxos, va ser la de comptar amb tres tenors (tots ells d'una sonoritat similar, clarament influenciada per Lester Young) i un baríton, amb un alt afegit, la qual cosa era bastant inusual en l'època. El plantejament d'origen, amb quatre tenors, ja havia estat assajat per Herman en el seu First Herd, al començament de 1946, amb una corda formada per Al Cohn, Joe Magre, Stan Getz i Louis Ott. El seu arranjador de llavors, Gene Roland, va tornar a assajar aquesta sonoritat en la Costa Oest, l'estiu següent, amb Getz, Giuffre, Steward i Sims.
El concepte es va mantenir en els arranjaments de les successives bandes d'Herman, de manera que la mateixa banda va ser coneguda durant un temps com The Four Brothers Band.
Les dificultats econòmiques que es van viure el 1949, el van obligar a dissoldre l'orquestra i mantenir, solament, un petit combo.

### Third Herd
En 1950, torna a reunir als seus Herds, amb els quals realitza una gira per Europa (1954). Ralph Burns va escriure un book (és a dir, un gran nombre d'arranjaments) para ells basats en el peculiar so Four Brothers, en certa forma més autèntic que el de la versió original, ja que en el Second Herd sempre va haver-hi un saxo alt addicional, i en la nova versió només van romandre tenors i baríton. Ja no estaven els originals, però sempre va comptar amb magnífics tenors: Gene Ammons, Jimmy Giuffre, Richie Kamuca, Bill Perkins, etc. La banda es manté fins a 1959, encara que passarà més distreta que les anteriors edicions, sense que això suposi un minvament en els valors de la seva música.

### Thundering Herds
A partir de 1960, Herman canvia els seus esquemes de funcionament, com a forma d'ajustar-se a les exigències econòmiques de l'època, i les seves noves bandes van a estar formades, bàsicament, per joves músics procedents de les orquestres universitàries. Es tracta de veritables bandes-escola, conegudes com a Thundering Herds, adaptant a més arranjaments sobre temes de músics innovadors com Chick Coreja o John Coltrane, i fins i tot de grups de rock, com The Doors.
D'aquestes bandes van sorgir instrumentistes molt interessants, com el trompetista Bill Chase (que, més tard va fundar el grup de jazz-rock Chase), el saxo baríton Joe Temperley, el trombonista Bill Walrous, etc. Especialment és necessari posar l'accent en el seu arranjador durant aquests anys, Alan Broadbent, un neozelandès que havia estudiat amb Lennie Tristano.
A la fi dels anys 70, Herman va acabar arruïnat, en part per les dificultats que el mercat imposava a les grans orquestras, en part per la falta d'escrúpols del seu mànager de l'època.

## Herman, l'instrumentista
Encara que Herman va ser, abans de res, un home d'orquestra, la seva veritable passió, va anar també un fi instrumentista, bon saxofonista alt, deixeble de Johnny Hodges, encara que es va centrar preferentment en el clarinet, un instrument que no li agradava especialment i en el qual es considerava un solista mediocre, encara que no ho fos. Va exercir també com a cantant, en un estil ple d'humor.

## Discografia seleccionada
- Herman's head and Puente's beat" (amb Tito Puente)
- Early autumn
- Blowin' up a storm
- 40Th anniversary concert
- Fiftieth Anniversary Tour [LIVE] Woody Herman & His Orchestra